# Yttertjärnen, Medelpad
Yttertjärnen är en sjö i Ånge kommun i Medelpad och ingår i Ljungans huvudavrinningsområde.